# 堀忘斎
堀 忘斎（ほりぼうさい、寛永元年（1624年）－元禄8年7月25日（1695年9月3日））は、江戸時代前期の尾張藩士・儒学者。堀杏庵の次男。諱は貞邦のち貞高。通称は源五郎、右京、外記、勘兵衛、勘入。
京都生まれ。兄の堀立庵（正英）が、安芸藩に仕えたために忘斎が父の後を継いで、徳川義直・光友・綱誠に仕えた。寛永15年（1638年）に義直の側小姓として召しだされ、翌年通称を右京から外記と改める。寛永19年（1642年）に父が死ぬと家督を継ぎ、700石の内500石のみを継ぎ、残りを弟の道隣に譲ることが許された。正保3年（1646年）に前髪取近習、翌年に歩行頭、寛文2年（1662年）に五十人頭、同4年（1664年）に側足軽頭となって50石の加増を受けた。この間常に藩主の側近として藩政の機務に関与して、徳川義直の伝記である『敬公行状』や尾張藩士の系譜をまとめた『士林泝洄』などの編纂にあたった。貞享2年（1685年）に右筆部屋御用となり、200石の加増を受けて750石を受けた。元禄6年（1693年）高齢と歩行困難を理由に側寄合となり、直後に隠居する。72歳で死去、西春日井郡（現在の名古屋市東区）の長母寺に葬られた。
著書に『厚覧車』・『朝林』などがある。